# Postpersonalrechtsgesetz
Das Postpersonalrechtsgesetz regelt die rechtliche Stellung der Beschäftigten der ehemaligen Deutschen Bundespost nach deren Privatisierung durch die zweite Postreform.

## Erster Abschnitt – Allgemeine dienstrechtliche Regelungen
§§ 1-7

### Dienstrechtliche Zuständigkeiten der Aktiengesellschaften
Die Aktiengesellschaften (Deutsche Post, Deutsche Telekom und Deutsche Postbank) werden ermächtigt, die dem Dienstherrn Bund obliegenden Rechte und Pflichten gegenüber den bei ihnen beschäftigten Beamten wahrzunehmen § 1, Absatz 1. Der Vorstand nimmt die Befugnisse der obersten Dienstbehörde sowie des obersten Dienstvorgesetzten und des obersten Vorgesetzten wahr.§ 1, Absatz 2.

### Rechtsverhältnisse der Beamten
Mit der Eintragung der Aktiengesellschaft in das Handelsregister werden die Beamten, deren Beschäftigungsbehörde am Tag zuvor ein Unternehmen der Deutschen Bundespost war, bei der diesem Unternehmen nachfolgenden Aktiengesellschaft beschäftigt § 2 Absatz 1.
Nach § 2 Absatz 3 stehen die bei den Aktiengesellschaften beschäftigten Beamten weiterhin im Dienste des Bundes; sie sind
Bundesbeamte. Auf sie finden die für Bundesbeamte allgemein geltenden Vorschriften Anwendung, soweit gesetzlich nichts anderes bestimmt ist.
Die bei den Aktiengesellschaften beschäftigten Beamten können ohne Einhaltung des Dienstweges Eingaben an das Bundesministerium der Finanzen richten § 2 Absatz 3.

### Dienstrechtliche Zuständigkeiten des Bundesministeriums der Finanzen
Nach § 3, Absatz 9 liegen die dienstrechtlichen Zuständigkeiten für die bei den Aktiengesellschaften beschäftigten Beamten beim Bundesministerium der Finanzen.

### Beamtenrechtliche Regelungen
In § 4 ist die Möglichkeit des unbezahlten Sonderurlaubs, der Insichbeurlaubung, der Zuweisung von Tätigkeiten in anderen Unternehmen, der Abordnung und der Versetzung geregelt.

## Zweiter Abschnitt – Besoldungsrechtliche Regelungen
§§ 8-11

## Dritter Abschnitt – Reise- und Umzugskosten; Übergangsregelung für die Ausbildung
§§ 12-13

## Vierter Abschnitt – Versorgungs- und beihilferechtliche Regelungen
§§ 14-18

## Fünfter Abschnitt – Umwandlung der öffentlich-rechtlichen Amtsverhältnisse und der außertariflichen Angestelltenverhältnisse
§ 19

## Sechster Abschnitt – Rechtsaufsicht
Dem Bundesministerium der Finanzen obliegt die Rechtsaufsicht darüber, dass die Organe der Aktiengesellschaft bei der Erfüllung ihrer dienstrechtlichen Befugnisse die Bestimmungen dieses Gesetzes und der anderen Dienstrechtsvorschriften beachten. Im Rahmen dieser Rechtsaufsicht steht dem Bundesministerium der Finanzen ein Weisungsrecht gegenüber den Organen der Aktiengesellschaft zu § 20, Absatz 1.
Bei Verletzung dienstrechtlicher Bestimmungen durch die Aktiengesellschaften, soll das Bundesministerium der Finanzen beratend darauf hinwirken, dass die Aktiengesellschaft die Rechtsverletzung behebt. Kommt die Aktiengesellschaft dem innerhalb einer gesetzten Frist nicht nach, soll das Bundesministerium der Finanzen die Rechtsverletzung selbst beheben. In diesem Falle gehen die der Aktiengesellschaft obliegenden dienstrechtlichen Befugnisse auf das Bundesministerium der Finanzen über § 20, Absatz 2.
Nach § 20, Absatz 3 kann das Bundesministerium der Finanzen dem für die personellen und sozialen Angelegenheiten
der Beamten zuständigen Vorstandsmitglied die Ausübung dieser Tätigkeit untersagen, wenn es gegen dienstrechtliche Bestimmungen verstößt.

## Siebter Abschnitt – Übergang der Arbeitsverhältnisse
§§ 21-23
Dieser Abschnitt enthält Regelungen zur Überleitung der Arbeitnehmer und zum Bestandsschutz der Arbeitsverhältnisse.

## Achter Abschnitt – Regelungen der betrieblichen Interessenvertretungen
§§ 24-37
Dieser Abschnitt enthält Regelungen zu den betrieblichen Interessenvertretungen. In den Aktiengesellschaften findet nach deren Eintragung in das Handelsregister das Betriebsverfassungsgesetz Anwendung (§ 24).

## Rechtsverordnungen und Anordnungen
Auf Grundlage des Postpersonalrechtsgesetzes sind bisher folgende Verordnungen erlassen worden:
- Postlaufbahnverordnung (PostLV)
- Verordnung zur Durchführung der Betriebsratswahlen bei den Postunternehmen (WahlO Post)
- Postleistungszulagenverordnung (PostLZulV)
- Telekom-Sonderzahlungsverordnung (TelekomSZV)
- Erste Verordnung zur Änderung der Telekom-Sonderzahlungsverordnung
- Postbanksonderzahlungsverordnung (PostbankSZV)
- Postsonderzahlungsverordnung (PostSZV)
- Postbankleistungsentgeltverordnung (PostbankLEntgV)
- Postleistungsentgeltverordnung (PostLEntgV)
- Verordnung zur Fortführung der leistungsorientierten Entgeltregelungen für die Beamtinnen und Beamten der Deutschen Post AG
- Telekom-Arbeitszeitverordnung 2000 (T-AZV 2000)
- Postbankarbeitszeitverordnung (PBAZV)
- Erste Verordnung zur Änderung der Postbankarbeitszeitverordnung
- Post-Arbeitszeitverordnung 2003 (Post-AZV 2003)
- Verordnung zur Änderung der Post-Arbeitszeitverordnung 2003 und der Postleistungsentgeltverordnung
- Zweite Verordnung zur Änderung der Post-Arbeitszeitverordnung 2003
- Dritte Verordnung zur Änderung der Post-Arbeitszeitverordnung 2003
- Jubiläumsverordnung Telekom (TelekomJubV)
- Anordnung zur Übertragung disziplinarrechtlicher Befugnisse im Bereich der Deutschen Postbank AG
- Anordnung zur Übertragung disziplinarrechtlicher Befugnisse im Bereich der Deutschen Post AG
- Anordnung zur Übertragung beamtenrechtlicher Befugnisse und Zuständigkeiten für den Bereich der Deutschen Telekom AG (DTAGÜbertrAnO)
- Anordnung zur Übertragung beamtenrechtlicher Befugnisse im Bereich der Deutschen Post AG (DPAG ÜbertrAnO)